# Akif
Akif ist ein türkischer männlicher Vorname arabischer Herkunft (arabisch عاكف, DMG ʿĀkif). Der arabische Name wird auch als Akef transkribiert und tritt auch als Familienname auf.

## Verbreitung
Der Name kommt in Deutschland mindestens seit 2006 in den Hitlisten vor und wird jährlich vergeben. Von 2010 bis 2023 wurde er etwa 450 Mal gewählt. In der Schweiz tragen 108 Personen diesen Namen (Stand 2023). In Österreich taucht der Name seit 1998 immer wieder in der Namensgebung auf. Seit 2012 wird er jedes Jahr vergeben und lag im Jahr 2023 auf Rang 783.
Der Name wird in Frankreich seit Mitte der 1970er Jahre bei der Namenswahl berücksichtigt. Seit der Jahrtausendwende wird er jedes Jahr vergeben, in den letzten 10 Jahren rund 140 Mal. In den Niederlanden befindet sich der Name seit Ende der 1960er Jahre in den Vornamenscharts. Der Name wird in England seit 1996 fast jedes Jahr vergeben, und zwar von 1996 bis 2022 rund 160 Mal. In den nordischen Ländern Dänemark, Norwegen und Schweden ist der Name mäßig beliebt. Er wird vorwiegend von arabischsprachigen Einwanderern vergeben.
In den USA kommt der Name seit dem Jahr 2001 in der Namensgebung vor. Er gilt als mäßig beliebt. Die Vergabe ist auch in Belgien, Schottland, Slowenien und Kanada nachgewiesen.

## Namensträger

### Form Akif
- Akif Aydin (* 1978), deutscher Schauspieler und Fernsehjournalist
- Akif Başaran (* 1956), türkischer Fußballspieler und -trainer
- Mehmet Âkif Ersoy (1873–1936), türkischer Dichter
- Akif İslamzadə (* 1948), aserbaidschanischer Sänger
- Akif Çağatay Kılıç (* 1976), türkischer Politikwissenschaftler und Politiker
- Akif Pirim (* 1968), türkischer Ringer
- Akif Pirinçci (* 1959), deutsch-türkischer Schriftsteller

### Form Akef
- Naima Akef (1929–1966), ägyptische Tänzerin und Schauspielerin